# Liste der Kulturdenkmale in Magdeburg-Nordwest
In der Liste der Kulturdenkmale in Magdeburg-Nordwest sind alle Kulturdenkmale des zur Stadt Magdeburg gehörenden Stadtteils Magdeburg-Nordwest aufgelistet. Grundlage ist das Denkmalverzeichnis des Landes Sachsen-Anhalt, das auf Basis des Denkmalschutzgesetzes vom 21. Oktober 1991 erstellt und seither laufend ergänzt wurde (Stand: 31. Dezember 2023). 

## Kulturdenkmale
| Lage                      | Bezeichnung         | Beschreibung | Erfassungs- nummer | Ausweisungsart | Bild                |
| ------------------------- | ------------------- | --- | ------------------ | -------------- | ------------------- |
| Flachsbreite 17 (Karte)   | Kreuzkirche         | Die evangelische Kirche wurde im Jahre 1954 erbaut. Die Kirche ist eine der wenigen Kirchenneubauten in der DDR. Es ist ein Saalbau mit einem seitlich angefügten Turm, Turm und Saal haben ein Satteldach. Auf dem Dach der Kirche befinden sich Fledermausgauben. Am Turm befindet sich der Eingang zu einer Eingangshalle. | 094 71042          | Baudenkmal     | Weitere Bilder      |
| Lerchenwuhne (Karte)      | Fort VI             | Das ehemalige Fort VI wurde von 1866 bis 1873 angelegt. Das Fort sollte die Neue Neustadt und die Bahnstrecke Magdeburg–Meitzenburg–Haldensleben–Hamburg schützen, die Bahnstrecke ist allerdings nie vollendet worden. Das Fort war Teil der Festung Magdeburg.                                                              | 094 06396          | Baudenkmal     | Fort VI             |
| Lübecker Straße 9 (Karte) | Neustädter Friedhof | Friedhof angelegt 1812/13 als kirchlicher Begräbnisplatz für die Nikolaigemeinde mit neogotischer Aussegnungskapelle, errichtet 1892 nach Plänen des Stadtbaurates Otto Peters; 2023 vom Denkmalbereich zum Baudenkmal umgestuft und neben Neue Neustadt auch dem Stadtteil Nordwest zugeordnet.                              | 094 82220          | Baudenkmal     | Neustädter Friedhof |

## Legende
In den Spalten befinden sich folgende Informationen:
- Lage: Nennt den Straßennamen und wenn vorhanden die Hausnummer des Kulturdenkmals. Die Grundsortierung der Liste erfolgt nach dieser Adresse. Der Link „Karte“ führt zu verschiedenen Kartendarstellungen und nennt die geographischen Koordinaten.
Link zu einem Kartenansichtstool, um Koordinaten zu setzen. In der Kartenansicht sind Baudenkmale ohne Koordinaten mit einem roten bzw. orangen Marker dargestellt und können in der Karte gesetzt werden. Baudenkmale ohne Bild sind mit einem blauen bzw. roten Marker gekennzeichnet, Baudenkmale mit Bild mit einem grünen bzw. orangen Marker.
- Offizielle Bezeichnung: Nennt den Namen, die Bezeichnung oder zumindest die Art des Kulturdenkmals und verlinkt, soweit vorhanden, auf den Artikel zum Objekt.
- Beschreibung: Nennt bauliche und geschichtliche Einzelheiten des Kulturdenkmals, vorzugsweise die Denkmaleigenschaften.
- Erfassungsnummer: Für jedes Kulturdenkmal wird in Sachsen-Anhalt eine 20stellige Erfassungsnummer vergeben. Die letzten zwölf Ziffern werden für die Untergliederung nach Teilobjekten genutzt und werden nur angegeben, soweit vergeben. In dieser Spalte kann sich folgendes Icon  befinden, dies führt zu Angaben zu diesem Baudenkmal bei Wikidata.
- Ausweisungsart: Die Einordnung des Denkmales nach § 2 Abs. 2 DenkmSchG LSA
- Bild: Ein Bild des Denkmales, und gegebenenfalls einen Link zu weiteren Fotos des Kulturdenkmals im Medienarchiv Wikimedia Commons. Wenn man auf das Kamerasymbol klickt, können Fotos zu Kulturdenkmalen aus dieser Liste hochgeladen werden: